# Stanford Caldwell Hooper
Stanford Caldwell Hooper (Colton, 16 de agosto de 1884 — Miami Beach, 6 de abril de 1955) foi um militar e engenheiro estadunidense.
Foi contra-almirante da Marinha dos Estados Unidos, pioneiro do rádio, foi denominado "pai da rádio naval". Hooper efetuou testes pioneiros com rádio, estabelecendo estações terrestres para comunicação com a frota.